# Kruševac (Peć)
Pour les articles homonymes, voir Kruševac (homonymie).
Kryshec en albanais et Krušec en serbe latin (en serbe cyrillique : Крушец) est une localité du Kosovo située dans la commune/municipalité de Pejë/Peć et dans le district de Pejë/Peć. Selon le recensement kosovar de 2011, elle compte 1 009 habitants.

## Histoire
Sur le territoire du village se trouve un site archéologique dont les vestiges remontent aux IIe-Ve siècles ; mentionné par l'Académie serbe des sciences et des arts, il est inscrit sur la liste des monuments culturels du Kosovo.

## Démographie

### Évolution historique de la population dans la localité
| 1948 | 1953 | 1961 | 1971  | 1981  | 1991  | 2011  |
| ---- | ---- | ---- | ----- | ----- | ----- | ----- |
| 752  | 805  | 938  | 1 127 | 1 408 | 1 511 | 1 009 |

|  |

### Répartition de la population par nationalités (2011)
En 2011, les Albanais représentaient 100% de la population.